# Austrian Airlines
Austrian Airlines (Österreichische Luftverkehrs AG) (IATA: OS, ICAO: AUA) es la aerolínea de bandera de Austria, con su sede central en Schwechat. Su principal base de operaciones es el aeropuerto de Viena-Schwechat.
El 17 de marzo de 2020, la aerolínea suspendió temporalmente sus operaciones debido al impacto en la aviación de la pandemia de COVID-19 y posteriormente recibió ayudas económicas.

## Historia
La aerolínea fue fundada el 30 de septiembre de 1957, realizando su primer vuelo el día 18 de marzo de 1958, cuando un Vickers Viscount 779 despegó de Viena con destino a Londres, Reino Unido. Austrian Airlines fue creada por la fusión de Air Austria y Austrian Airways. Los servicios transatlánticos empezaron el 1° de abril de 1969 con un servicio entre Viena y Nueva York con escala en Bruselas, en colaboración con Sabena.
Austrian se convirtió en miembro de Star Alliance en 2000. Ese mismo año, Austrian adquirió Lauda Air, una aerolínea cuya operativa incluía vuelos de largo alcance. Adquirió así mismo Rheintalflug el 15 de febrero de 2001. Su nombre fue acortado a Austrian en septiembre de 2003, cuando optó por cambiar el nombre de las tres partes de la aerolínea. El 1 de octubre de 2004 el departamento de operaciones de vuelo de Austrian y Lauda Air se fusionaron en una única unidad, dejando Lauda Air como el nombre de marca solo para las operaciones chárter. Tiene 6.394 empleados

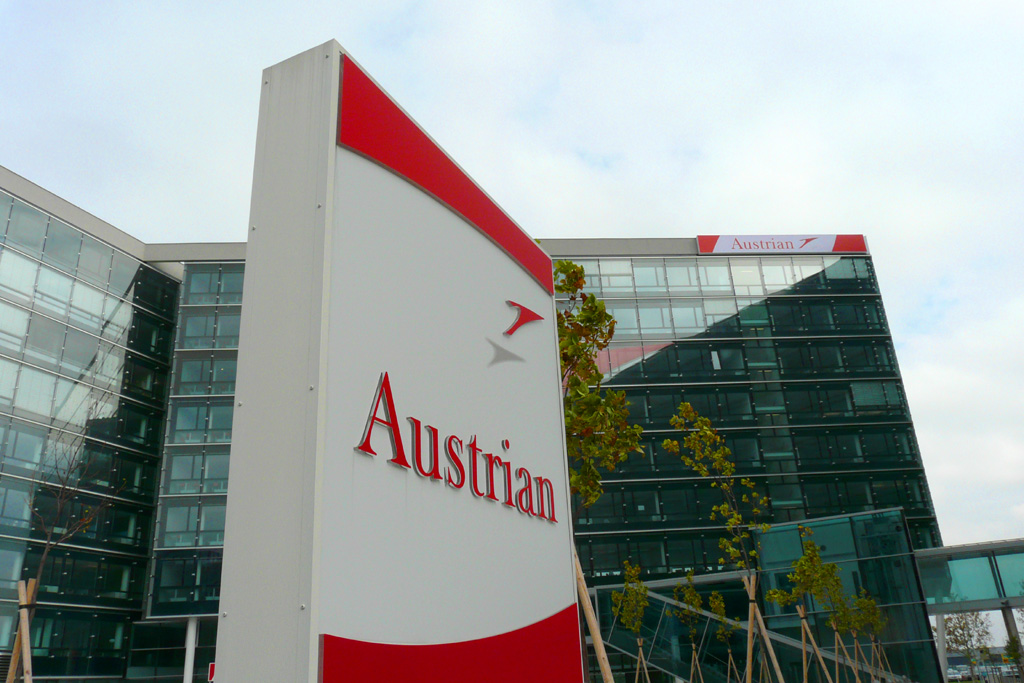
La sede del Austrian Airlines.

En 2007 Austrian Airlines retiró las comidas y bebidas alcohólicas en sus vuelos de corto alcance, introduciendo lo que dio en llamar "Self Select Bistro Service", excepto en vuelos desde Londres a Viena, y otros vuelos que sobrepasaban la hora y cuarenta minutos de duración.
En noviembre de 2008 Austrian Airlines y Lufthansa anunciaron que Lufthansa tenía la intención de adquirir las acciones de ÖIAG y el  2% en manos de Austrian Airlines, dando a Lufthansa el control accionarial en Austrian Airlines. Con la aprobación de la Comisión Europea, Lufthansa se hizo con el control de Austrian Airlines en septiembre de 2009.
Las acciones de Austrian Airlines AG suspendieron su cotización en el Mercado de Valores de Viena el 4 de febrero de 2010. La llegada de un nuevo CEO, Jaan Albrecht, en 2011, se procedió a la firma del comienzo de una nueva etapa para la aerolínea, que mejoró el número de pasajeros y le dotó de una posición estratégica dentro de la red de Lufthansa. La conclusión de los trabajos de ampliación del Aeropuerto Internacional de Viena aportó a la aerolínea más espacio para su expansión. Como resultado, en enero de 2012, se implementó una nueva estrategia comercial, con la adquisición de once nuevos aviones durante los próximos tres años, llevando a la renovación de la flota a largo plazo, con aviones de Airbus para operar las rutas de medio alcance y con aparatos de Boeing para la operación de las rutas de largo alcance.
En la década de 2010, actualizó todos sus asientos, tanto para el corto y medio recorrido, como para el largo recorrido (donde se estrenó una nueva clase ejecutiva).

### Libreas

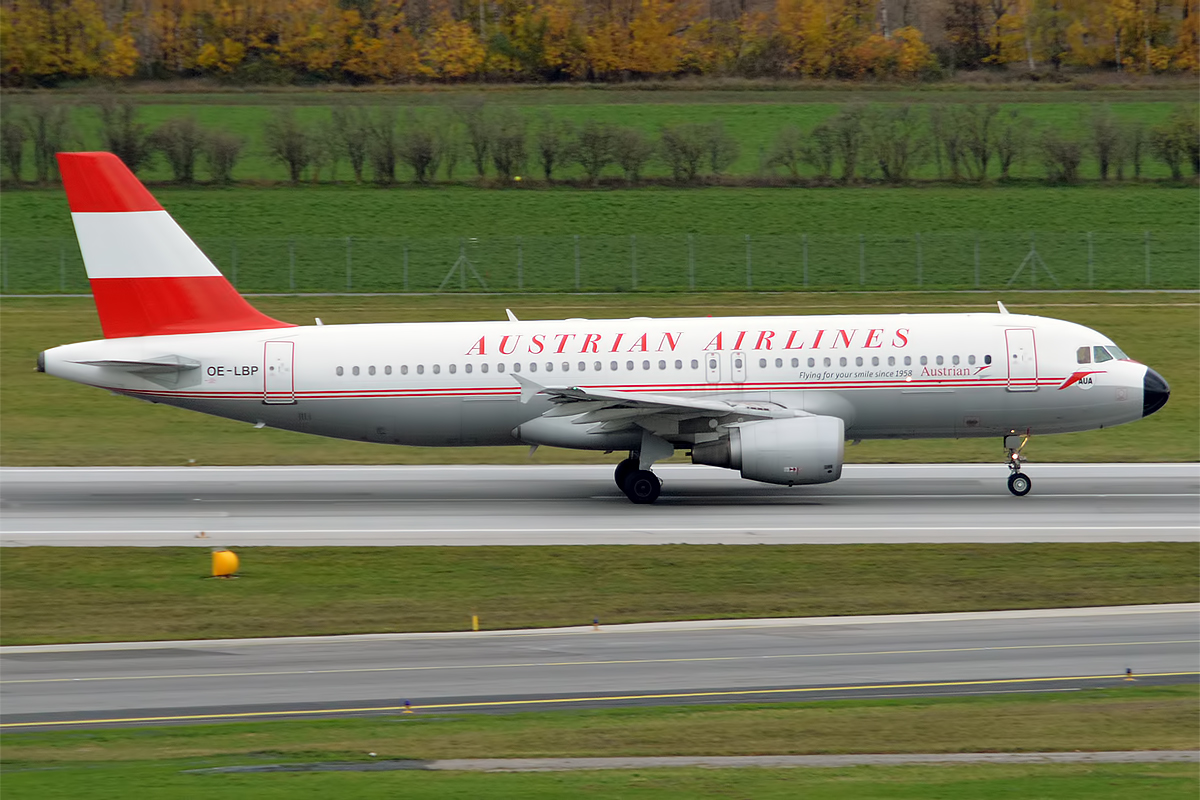
Airbus A320 Retro con el diseño de los cincuenta
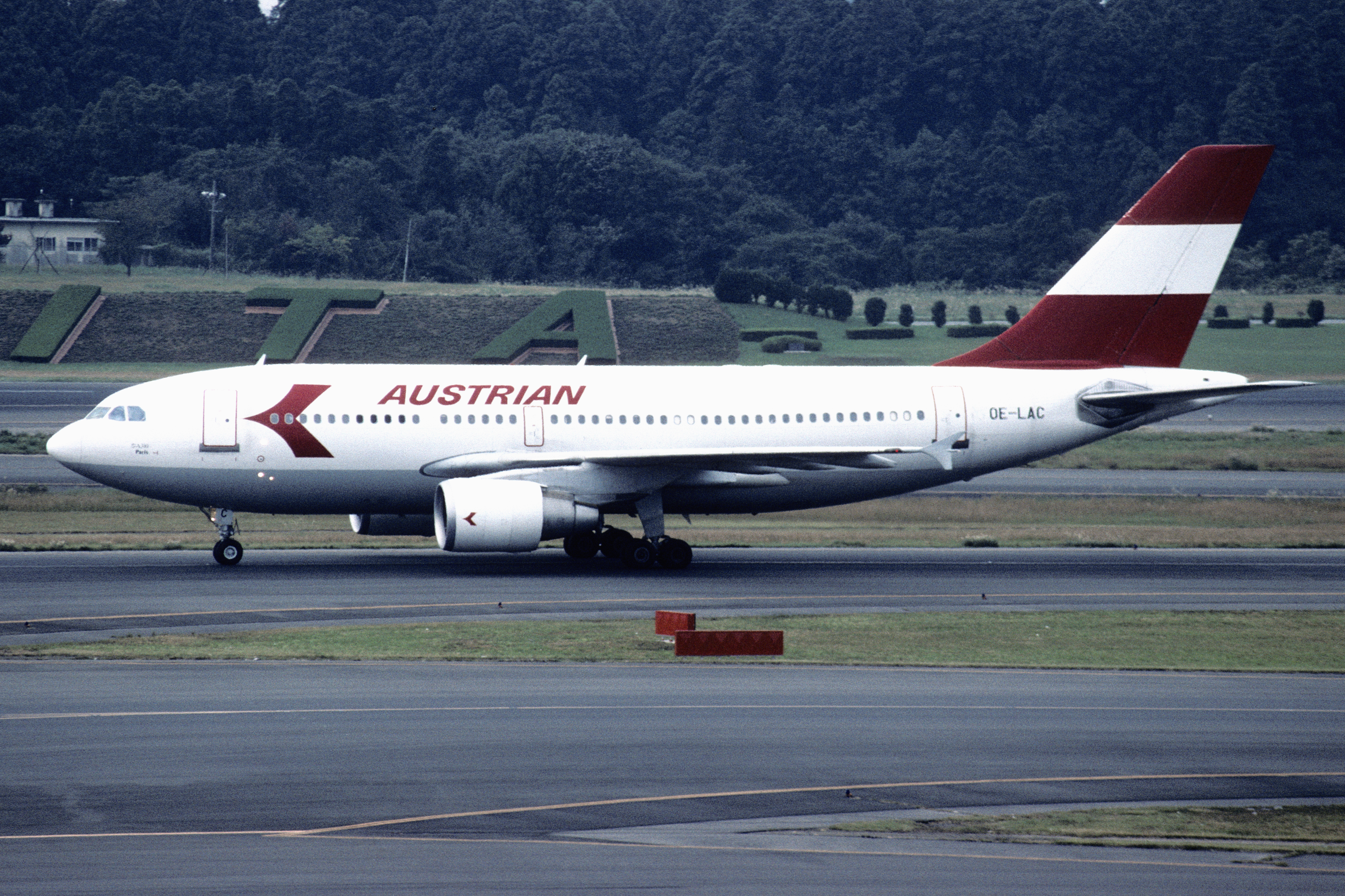
librea 1975-1995; Airbus A310
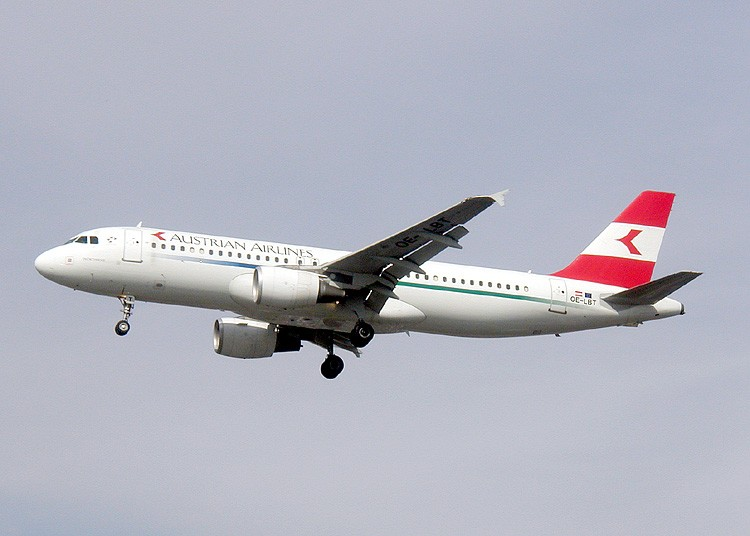
Librea 1995-2003; Airbus A320-200
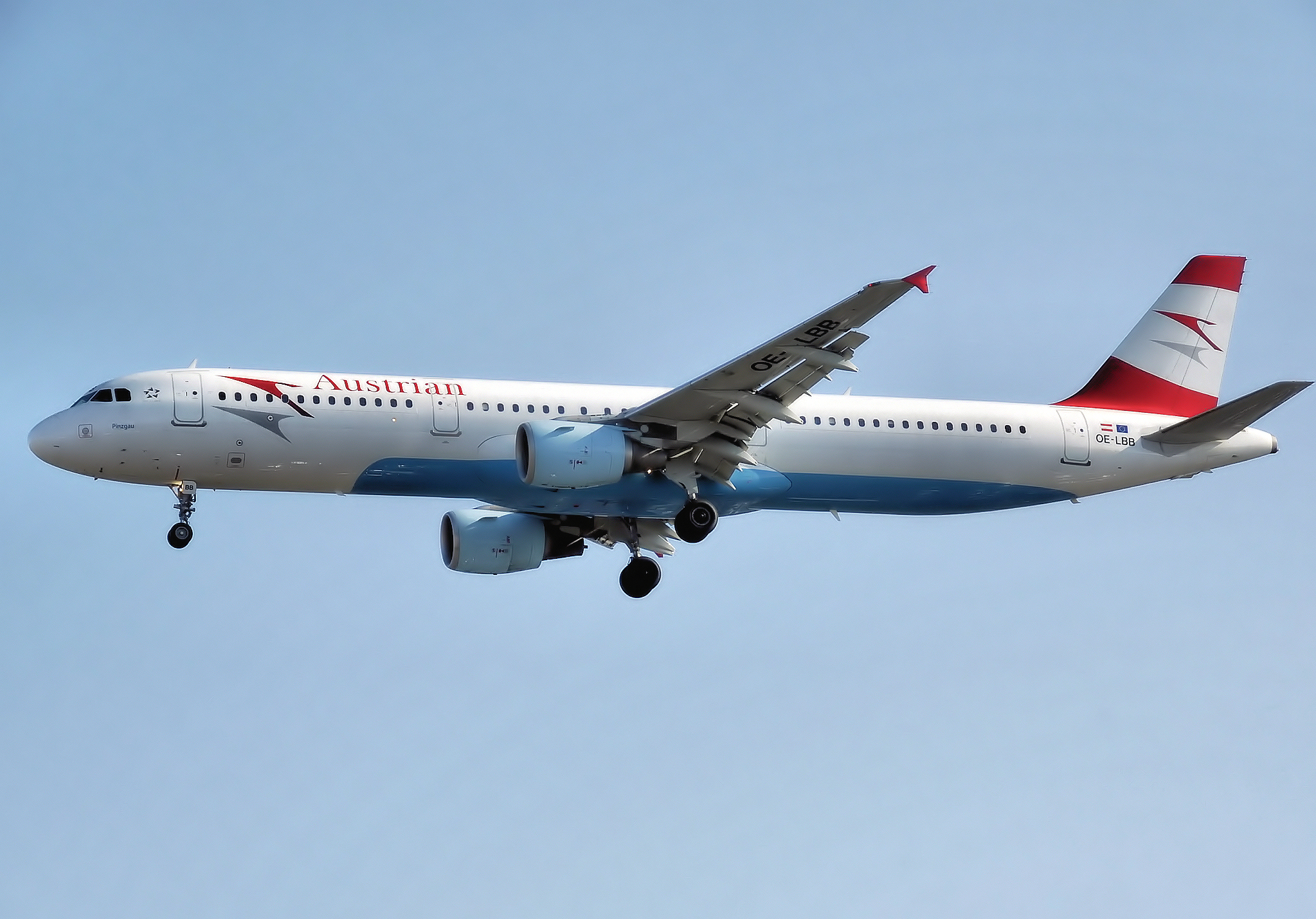
Librea desde 2003; Airbus A321-100

El esquema de colores de Austrian Airlines se ha basado siempre en el patrón rojo-blanco-rojo. Los aviones desde los 1950s hasta los 80s eran plateados por la panza del avión, mientras que la parte superior era blanca con la flecha de Austrian Airlines y el texto "Austrian Airlines" (hasta 1972, de nuevo desde 1995 a 2003) o "Austrian" (1972–1995, desde 2003 en adelante). El eslogan de Austrian Airlines era "la aerolínea amable" (the friendly airline).  
La flecha de Austrian Airlines ("Austrian Chevron") ha tenido tres versiones. En 1960 tenía un perfil parecido al de un avión de papel,  pero pasó a tener la forma actual en 1972. Como parte del ejercicio de reestructuración en 1995, el "Chevron" fue reemplazado por una deriva de cola roja-blanca-roja. En el nuevo diseño corporativo, en uso desde 2003, el antiguo "Chevron" ha vuelto a ser usado de nuevo, pero en esta ocasión con un diseño más moderno y con la simulación de su sombra de fondo.
Se han usado multitud de esquemas y pinturas especiales a lo largo de las décadas. Desde su entrada en Star Alliance, algunos de sus aparatos han volado con los motivos de Star Alliance en su fuselaje. Para el año de Mozart en 2006, un Airbus A320 fue decorado con un diseño que representaba a Mozart, y un Airbus A340-300 fue decorado con un homenaje a la orquesta Filarmónica de Viena. Un Boeing 737-600 recibió un diseño de glaciar para un anuncio del Tirol. Tres diseños fueron pintados para publicitar la Euro 2008. Un Airbus A320 recibió una librea retro con ocasión del cincuenta aniversario de la compañía. El actual eslogan de Austrian es: "Volamos por tu sonrisa." (We fly for your smile)

## Destinos
En 2006, Austrian decidió retirar su flota de A330 y A340, que consistía en 4 Airbus A330-200, 2 Airbus A340-200 y 2 Airbus A340-300. Estos aviones fueron vendidos a TAP Portugal, Swiss y la Fuerza Aérea Francesa. Como resultado, suspendió algunos de sus vuelos de larga distancia al este de Asia. Los vuelos a Shanghái, Phuket, Mauricio, Colombo, Malé y Katmandú fueron finalizados en 2007.
Ambas rutas a Australia -Melbourne vía Singapur y Sídney vía Kuala Lumpur- fueron terminadas en marzo de 2007, finalizando operaciones en la ruta del canguro. Austrian fue la última aerolínea basada en Europa en ofrecer vuelos directos desde Melbourne a Europa, inicialmente utilizando la marca Lauda, y después aviones de Austrian Airlines.
Austrian fue una de las pocas aerolíneas en volar a Irak de la posguerra cuando comenzó vuelos a Erbil en diciembre de 2006.
Los vuelos a Bombay comenzaron en noviembre de 2010 y se reanudaron los vuelos a Bagdad el 8 de junio de 2011. El 13 de enero de 2013 Austrian Airlines suspendió sus vuelos a Teherán debido a la escasa demanda. Reanudó los vuelos a Chicago el 17 de mayo de 2013 e inició la ruta a Newark en 2014.

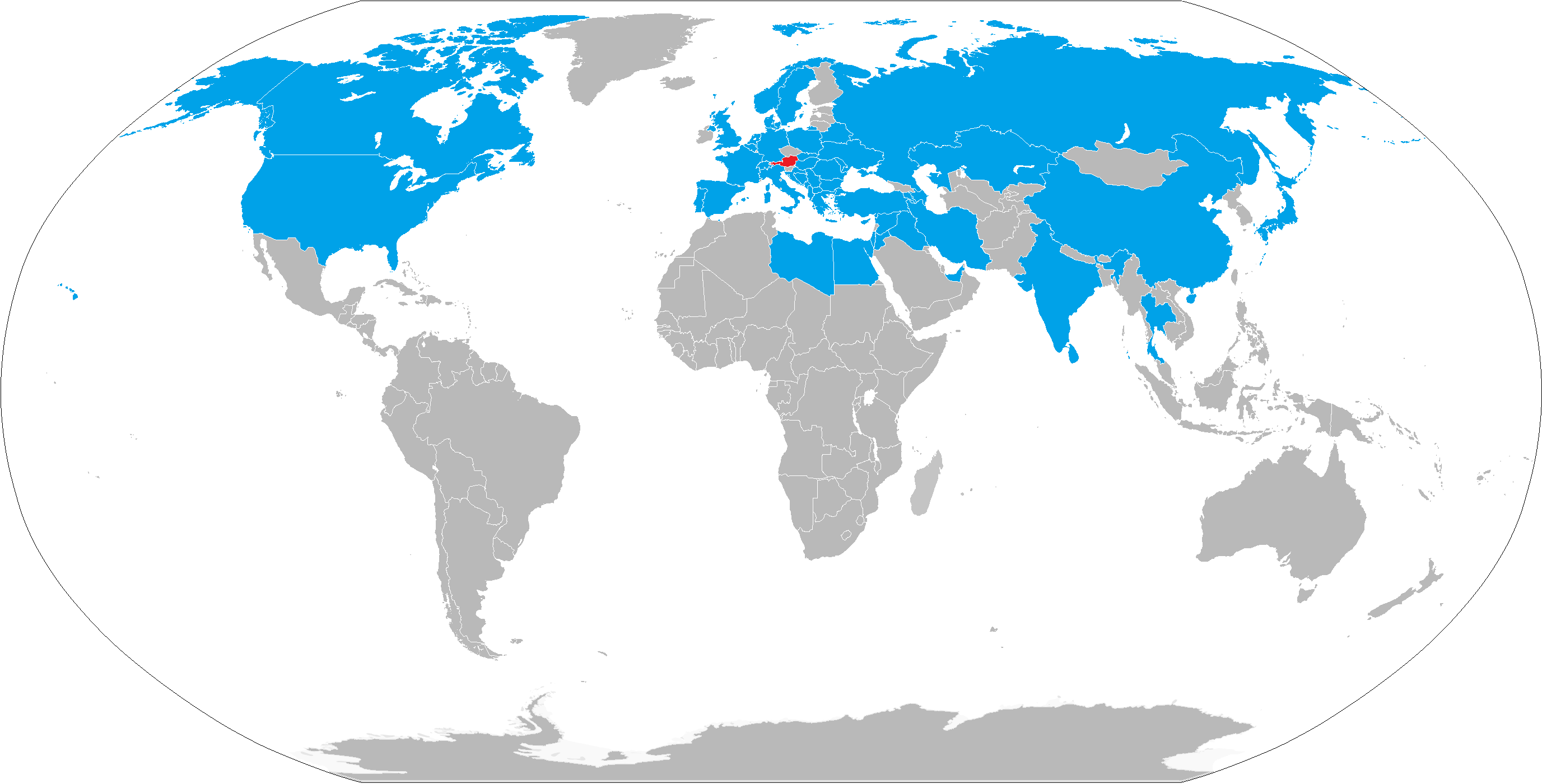
Destinos de Austrian airlines

### Acuerdos de código compartido
Austrian Airlines tiene acuerdos de vuelos en código compartido con las siguientes aerolíneas, * indican su pertenencia a Star Alliance:
| - Air Astana - airBaltic - Air Canada * - Air China * - Air France (SkyTeam) - Air India - Air Moldova - Air New Zealand * - ANA * - Avianca* | - Azerbaijan Airlines - Bulgaria Air - Brussels Airlines * - Croatia Airlines * - EgyptAir * - Georgian Airways - Iran Air - ITA Airways | - LOT Polish Airlines * - Lufthansa * - Rossiya - Scandinavian Airlines * - Swiss International Air Lines * - TAP Portugal * - TAROM (SkyTeam) - Thai International Airways * | - Turkish Airlines * - Ukraine International Airlines - United Airlines * - Ural Airlines |  |

## Flota

### Flota actual
En la actualidad, la flota de Austrian Airlines incluye las siguientes aeronaves:
| Aeronaves               | En servicio | Pedidos | Pasajeros                                           | Pasajeros                                           | Pasajeros                                           | Pasajeros                                           | Matrículas                                          | Antigüedad                                          |
| Aeronaves               | En servicio | Pedidos | C                                                   | W                                                   | Y                                                   | Total                                               | Matrículas                                          | Antigüedad                                          |
| ----------------------- | ----------- | ------- | --------------------------------------------------- | --------------------------------------------------- | --------------------------------------------------- | --------------------------------------------------- | --------------------------------------------------- | --------------------------------------------------- |
| Airbus A320-200         | 29          | —       | —                                                   | —                                                   | 180                                                 | 180                                                 | OE-LBN                                              | 27,2 años                                           |
| Airbus A320-200         | 29          | —       | —                                                   | —                                                   | 180                                                 | 180                                                 | OE-LBO                                              | 27,2 años                                           |
| Airbus A320-200         | 29          | —       | —                                                   | —                                                   | 180                                                 | 180                                                 | OE-LBP                                              | 26,9 años                                           |
| Airbus A320-200         | 29          | —       | —                                                   | —                                                   | 180                                                 | 180                                                 | OE-LBQ                                              | 25,2 años                                           |
| Airbus A320-200         | 29          | —       | —                                                   | —                                                   | 174                                                 | 174                                                 | OE-LBR                                              | 25,2 años                                           |
| Airbus A320-200         | 29          | —       | —                                                   | —                                                   | 174                                                 | 174                                                 | OE-LBS                                              | 25 años                                             |
| Airbus A320-200         | 29          | —       | —                                                   | —                                                   | 174                                                 | 174                                                 | OE-LBV                                              | 24,2 años                                           |
| Airbus A320-200         | 29          | —       | —                                                   | —                                                   | 174                                                 | 174                                                 | OE-LBT                                              | 24,2 años                                           |
| Airbus A320-200         | 29          | —       | —                                                   | —                                                   | 174                                                 | 174                                                 | OE-LBU                                              | 23,8 años                                           |
| Airbus A320-200         | 29          | —       | —                                                   | —                                                   | 174                                                 | 174                                                 | OE-LBM                                              | 23,7 años                                           |
| Airbus A320-200         | 29          | —       | —                                                   | —                                                   | 174                                                 | 174                                                 | OE-LBJ                                              | 23,5 años                                           |
| Airbus A320-200         | 29          | —       | —                                                   | —                                                   | 180                                                 | 180                                                 | OE-LBW                                              | 23,2 años                                           |
| Airbus A320-200         | 29          | —       | —                                                   | —                                                   | 174                                                 | 174                                                 | OE-LBX                                              | 23 años                                             |
| Airbus A320-200         | 29          | —       | —                                                   | —                                                   | 174                                                 | 174                                                 | OE-LBK                                              | 22,1 años                                           |
| Airbus A320-200         | 29          | —       | —                                                   | —                                                   | 174                                                 | 174                                                 | OE-LBI                                              | 22,1 años                                           |
| Airbus A320-200         | 29          | —       | —                                                   | —                                                   | 174                                                 | 174                                                 | OE-LBL                                              | 21,8 años                                           |
| Airbus A320-200         | 29          | —       | —                                                   | —                                                   | 180                                                 | 180                                                 | OE-LZA                                              | 17,5 años                                           |
| Airbus A320-200         | 29          | —       | —                                                   | —                                                   | 180                                                 | 180                                                 | OE-LZB                                              | 17,4 años                                           |
| Airbus A320-200         | 29          | —       | —                                                   | —                                                   | 180                                                 | 180                                                 | OE-LXA                                              | 17,3 años                                           |
| Airbus A320-200         | 29          | —       | —                                                   | —                                                   | 180                                                 | 180                                                 | OE-LXB                                              | 16,8 años                                           |
| Airbus A320-200         | 29          | —       | —                                                   | —                                                   | 180                                                 | 180                                                 | OE-LXC                                              | 16,7 años                                           |
| Airbus A320-200         | 29          | —       | —                                                   | —                                                   | 180                                                 | 180                                                 | OE-LXD                                              | 16,7 años                                           |
| Airbus A320-200         | 29          | —       | —                                                   | —                                                   | 180                                                 | 180                                                 | OE-LXE                                              | 16,7 años                                           |
| Airbus A320-200         | 29          | —       | —                                                   | —                                                   | 174                                                 | 174                                                 | OE-LBY                                              | 12,8 años                                           |
| Airbus A320-200         | 29          | —       | —                                                   | —                                                   | 174                                                 | 174                                                 | OE-LBZ                                              | 12,7 años                                           |
| Airbus A320-200         | 29          | —       | —                                                   | —                                                   | 180                                                 | 180                                                 | OE-LZC                                              | 12,4 años                                           |
| Airbus A320-200         | 29          | —       | —                                                   | —                                                   | 180                                                 | 180                                                 | OE-LZD                                              | 12,3 años                                           |
| Airbus A320-200         | 29          | —       | —                                                   | —                                                   | 180                                                 | 180                                                 | OE-LZE                                              | 11,4 años                                           |
| Airbus A320-200         | 29          | —       | —                                                   | —                                                   | 180                                                 | 180                                                 | OE-LZF                                              | 11,3 años                                           |
| Airbus A320neo          | 5           | —       | —                                                   | —                                                   | 180                                                 | 180                                                 | OE-LZN                                              | 2,5 años                                            |
| Airbus A320neo          | 5           | —       | —                                                   | —                                                   | 180                                                 | 180                                                 | OE-LZO                                              | 2,3 años                                            |
| Airbus A320neo          | 5           | —       | —                                                   | —                                                   | 180                                                 | 180                                                 | OE-LZQ                                              | 1,7 años                                            |
| Airbus A320neo          | 5           | —       | —                                                   | —                                                   | 180                                                 | 180                                                 | OE-LZP                                              | 1,6 años                                            |
| Airbus A320neo          | 5           | —       | —                                                   | —                                                   | 180                                                 | 180                                                 | OE-LZR                                              | 1,2 años                                            |
| Airbus A321-100         | 3           | —       | —                                                   | —                                                   | 206                                                 | 206                                                 | OE-LBA                                              | 29,2 años                                           |
| Airbus A321-100         | 3           | —       | —                                                   | —                                                   | 206                                                 | 206                                                 | OE-LBB                                              | 29,1 años                                           |
| Airbus A321-100         | 3           | —       | —                                                   | —                                                   | 206                                                 | 206                                                 | OE-LBC                                              | 29 años                                             |
| Airbus A321-200         | 3           | —       | —                                                   | —                                                   | 206                                                 | 206                                                 | OE-LBD                                              | 26,2 años                                           |
| Airbus A321-200         | 3           | —       | —                                                   | —                                                   | 206                                                 | 206                                                 | OE-LBE                                              | 26,2 años                                           |
| Airbus A321-200         | 3           | —       | —                                                   | —                                                   | 206                                                 | 206                                                 | OE-LBF                                              | 23,9 años                                           |
| Boeing 767-300ER        | 3           | —       | 24                                                  | 30                                                  | 157                                                 | 211                                                 | OE-LAY                                              | 26,2 años                                           |
| Boeing 767-300ER        | 3           | —       | 24                                                  | 30                                                  | 157                                                 | 211                                                 | OE-LAZ                                              | 25,5 años                                           |
| Boeing 767-300ER        | 3           | —       | 24                                                  | 30                                                  | 157                                                 | 211                                                 | OE-LAE                                              | 24,3 años                                           |
| Boeing 777-200ER        | 6           | —       | 32                                                  | 40                                                  | 258                                                 | 330                                                 | OE-LPA                                              | 27,5 años                                           |
| Boeing 777-200ER        | 6           | —       | 32                                                  | 40                                                  | 258                                                 | 330                                                 | OE-LPE                                              | 26,7 años                                           |
| Boeing 777-200ER        | 6           | —       | 32                                                  | 40                                                  | 258                                                 | 330                                                 | OE-LPB                                              | 26,4 años                                           |
| Boeing 777-200ER        | 6           | —       | 32                                                  | 40                                                  | 258                                                 | 330                                                 | OE-LPF                                              | 23,3 años                                           |
| Boeing 777-200ER        | 6           | —       | 32                                                  | 40                                                  | 258                                                 | 330                                                 | OE-LPC                                              | 22,9 años                                           |
| Boeing 777-200ER        | 6           | —       | 32                                                  | 40                                                  | 258                                                 | 330                                                 | OE-LPD                                              | 18,1 años                                           |
| Boeing 787-9 Dreamliner | 2           | 9       | 26                                                  | 21                                                  | 247                                                 | 294                                                 | OE-LPL                                              | 5,3 años                                            |
| Boeing 787-9 Dreamliner | 2           | 9       | 26                                                  | 21                                                  | 247                                                 | 294                                                 | OE-LPM                                              | 5,2 años                                            |
| Embraer E-195           | 17          | —       | —                                                   | —                                                   | 120                                                 | 120                                                 | OE-LWA                                              | 15,4 años                                           |
| Embraer E-195           | 17          | —       | —                                                   | —                                                   | 120                                                 | 120                                                 | OE-LWB                                              | 15,3 años                                           |
| Embraer E-195           | 17          | —       | —                                                   | —                                                   | 120                                                 | 120                                                 | OE-LWC                                              | 14,8 años                                           |
| Embraer E-195           | 17          | —       | —                                                   | —                                                   | 120                                                 | 120                                                 | OE-LWD                                              | 14,1 años                                           |
| Embraer E-195           | 17          | —       | —                                                   | —                                                   | 120                                                 | 120                                                 | OE-LWE                                              | 13,9 años                                           |
| Embraer E-195           | 17          | —       | —                                                   | —                                                   | 120                                                 | 120                                                 | OE-LWF                                              | 13,7 años                                           |
| Embraer E-195           | 17          | —       | —                                                   | —                                                   | 120                                                 | 120                                                 | OE-LWG                                              | 13,5 años                                           |
| Embraer E-195           | 17          | —       | —                                                   | —                                                   | 120                                                 | 120                                                 | OE-LWH                                              | 13,3 años                                           |
| Embraer E-195           | 17          | —       | —                                                   | —                                                   | 120                                                 | 120                                                 | OE-LWI                                              | 13,2 años                                           |
| Embraer E-195           | 17          | —       | —                                                   | —                                                   | 120                                                 | 120                                                 | OE-LWJ                                              | 13,1 años                                           |
| Embraer E-195           | 17          | —       | —                                                   | —                                                   | 120                                                 | 120                                                 | OE-LWK                                              | 13 años                                             |
| Embraer E-195           | 17          | —       | —                                                   | —                                                   | 120                                                 | 120                                                 | OE-LWL                                              | 12,8 años                                           |
| Embraer E-195           | 17          | —       | —                                                   | —                                                   | 120                                                 | 120                                                 | OE-LWM                                              | 12,8 años                                           |
| Embraer E-195           | 17          | —       | —                                                   | —                                                   | 120                                                 | 120                                                 | OE-LWN                                              | 12,7 años                                           |
| Embraer E-195           | 17          | —       | —                                                   | —                                                   | 120                                                 | 120                                                 | OE-LWO                                              | 12,7 años                                           |
| Embraer E-195           | 17          | —       | —                                                   | —                                                   | 120                                                 | 120                                                 | OE-LWP                                              | 12,6 años                                           |
| Embraer E-195           | 17          | —       | —                                                   | —                                                   | 120                                                 | 120                                                 | OE-LWQ                                              | 12,6 años                                           |
| Total                   | 68          | 9       | Edad media de la flota (febrero de 2025): 17,9 años | Edad media de la flota (febrero de 2025): 17,9 años | Edad media de la flota (febrero de 2025): 17,9 años | Edad media de la flota (febrero de 2025): 17,9 años | Edad media de la flota (febrero de 2025): 17,9 años | Edad media de la flota (febrero de 2025): 17,9 años |

*Nota: Las clases Business y Turista en los A319, A320, A321 pueden variar dependiendo de la demanda

### Flota histórica
| Aeronaves                          | Total | Introducido | Retirado | Matrículas |
| ---------------------------------- | ----- | ----------- | -------- | --- |
| ATR 72-600                         | 1     | 2024        | 2024     | SE-MKC |
| Airbus A310-300                    | 4     | 1988        | 2004     | OE-LAA, OE-LAB, OE-LAC y OE-LAD |
| Airbus A319-100                    | 7     | 2004        | 2022     | OE-LDA, OE-LDB, OE-LDC, OE-LDD, OE-LDE, OE-LDF y OE-LDG                                                                                         |
| Airbus A330-200                    | 4     | 1998        | 2007     | OE-LAM, OE-LAN, OE-LAO y OE-LAP |
| Airbus A340-200                    | 2     | 1995        | 2006     | OE-LAG y OE-LAH |
| Airbus A340-300                    | 3     | 1997        | 2012     | D-AIGM, OE-LAK y OE-LAL |
| BAC 1-11-500                       | 2     | 1975        | 1981     | G-AXJK y G-AZMF |
| Boeing 707                         | 1     | 1969        | 1971     | OE-LBA |
| Boeing 737-200                     | 1     | 1980        | 1980     | PH-TVC |
| Boeing 737-300                     | 1     | 2007        | 2007     | OE-ILF |
| Boeing 737-600                     | 2     | 2008        | 2012     | OE-LNL y OE-LNM |
| Boeing 737-700                     | 2     | 2008        | 2012     | OE-LNN y OE-LNO |
| Boeing 737-800                     | 7     | 2010        | 2013     | OE-LNJ, OE-LNK, OE-LNP, OE-LNQ, OE-LNR, OE-LNS y OE-LNT                                                                                         |
| Bombardier CRJ-900LR               | 1     | 2017        | 2017     | S5-AAL |
| De Havilland Canada Dash 8-100     | 3     | 1993        | 1997     | OE-LRS, OE-LRT y OE-LRU |
| De Havilland Canada Dash 8-400     | 18    | 2012        | 2021     | OE-LGA, OE-LGB, OE-LGC, OE-LGD, OE-LGE, OE-LGF, OE-LGG, OE-LGH, OE-LGI, OE-LGJ, OE-LGK, OE-LGL, OE-LGM, OE-LGN, OE-LGO, OE-LGP, OE-LGQ y OE-LGR |
| Douglas DC-3/C-47                  | 3     | 1957        | 1967     | OE-LBD, OE-LBN y OE-LBC |
| Douglas DC-8                       | 1     | 1973        | 1974     | OE-IBO |
| Embraer ERJ-145                    | 1     | 2014        | 2014     | N976RP |
| Fairchild Swearingen Metroliner II | 3     | 1979        | 1988     | OE-LSE, OE-LSD y OE-LSA |
| Fokker 50                          | 11    | 1988        | 1996     | OE-LFA, OE-LFB, OE-LFC, OE-LFD, OE-LFE, OE-LFF, OE-LFW, OE-LFX, OE-LFY, OE-LFZ y TF-FIU                                                         |
| Fokker 70                          | 15    | 1996        | 2017     | OE-LFG, OE-LFH, OE-LFI, OE-LFJ, OE-LFK, OE-LFL, OE-LFO, OE-LFP, OE-LFQ, OE-LFR, OE-LFS, OE-LFT, PH-KZG, PH-KZH y PH-KZK                         |
| Fokker 100                         | 15    | 2012        | 2017     | OE-LVN, OE-LVA, OE-LVD, OE-LVK, OE-LVB, OE-LVL, OE-LVG, OE-LVC, OE-LVH, OE-LVI, OE-LVO, OE-LVF, OE-LVM, OE-LVJ y OE-LVE                         |
| Hawker Siddeley HS 748             | 2     | 1966        | 1969     | OE-LHS y OE-LHT |
| McDonnell Douglas DC-9-30          | 9     | 1971        | 1990     | OE-LDA, OE-LDB, OE-LDC, OE-LDD, OE-LDE, OE-LDF, OE-LDG, OE-LDH y OE-LDI                                                                         |
| McDonnell Douglas DC-9-50          | 6     | 1975        | 1985     | OE-LDK, OE-LDL, OE-LDM, OE-LDN, OE-LDO y OH-LYN                                                                                                 |
| McDonnell Douglas MD-81            | 6     | 1980        | 1999     | OE-LDP, OE-LDR, OE-LDS, OE-LDT, OE-LDU y OE-LDV                                                                                                 |
| McDonnell Douglas MD-82            | 16    | 1982        | 2005     | OE-LDW, OE-LDX, OE-LDY, OE-LDZ, OE-LMA, OE-LMB, OE-LMC, OE-LYM, OH-LMH, OH-LMN, OH-LMP, OH-LMT, OH-LMX, OH-LMY, OH-LMZ y S5-ABB                 |
| McDonnell Douglas MD-83            | 3     | 1993        | 2005     | OE-LMD, OE-LME y OH-LMU |
| McDonnell Douglas MD-87            | 5     | 1987        | 2005     | OE-LMK, OE-LML, OE-LMM, OE-LMN y OE-LMO |
| Sud Aviation Caravelle             | 5     | 1963        | 1972     | OE-LCU, OE-LCE, OE-LCA, OE-LCI y OE-LCO |
| Vickers Viscount                   | 12    | 1958        | 1972     | OE-LAN, OE-LAO, OE-LAE, OE-LAB, OE-LAC, OE-LAD, OE-LAF, OE-LAG, OE-LAH, OE-LAK, OE-LAL y OE-LAM (rrg. OE-IAM)                                   |

## Incidentes y accidentes
- El 5 de enero de 2004, un Fokker 70 de Austrian Airlines fue forzado a realizar un aterrizaje de emergencia en un aeródromo en las afueras del Aeropuerto Internacional Franz Josef Strauss de Múnich. Hubo tres heridos leves.

## Eventos
Estuvo a cargo del vuelo "Life Ball 2006" Nueva York-Viena, el cual arribó en mayo de 2006 transportando a 120 pasajeros VIP al Life Ball. A bordo estuvieron estrellas internacionales como la cantante Anastacia, Kool & the Gang, el dúo de diseñadores Heatherette y Lady Kier. Modelos como Cordula Reyer, Maggie Rizer, Liya Kebede, Tyson Ballou también estuvieron en la lista. Para este vuelo, Austrian Airlines preparó un Airbus A330 (OE-LAP) con los logos del Life Ball y del principal auspiciante: MINI. Voló durante un mes no solo a Nueva York, sino también a Toronto, Shanghái, Sri Lanka y Maldivas.